# Saint-Arcons-d'Allier
 Saint-Arcons-d'Allier  es una población y comuna francesa, situada en la región de Auvernia, departamento de Alto Loira, en el distrito de Brioude y cantón de Langeac.

## Demografía
| 329 | 279 | 245 | 203 | 187 | 164 |
| Para los censos de 1962 a 1999 la población legal corresponde a la población sin duplicidades (Fuente: INSEE [Consultar]) |     |     |     |     |     |